# Система росписи православного храма

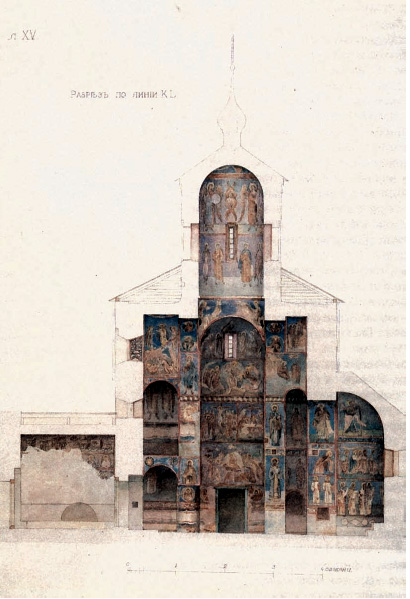
Схема росписи Успенской церкви на Волотовом поле (XIV век)

С раннехристианского периода пространство христианских храмов принято украшать иконами и настенной живописью. В искусстве Византии была разработана стройная система построения росписи, имеющая важнейшее значение для церковного искусства Православной церкви и по сей день.

## Основные принципы византийской храмовой росписи
Росписи интерьеров византийских храмов, в отличие от раннехристианских церквей и соборов средневековой Европы, не могут рассматриваться просто как набор обособленных изображений (икон) или же простой повествовательный цикл («Библия для неграмотных» по выражению св. Григория Великого).
Знаменитый австрийский историк искусства Отто Демус пишет:

«В случае с храмовым убранством — той областью, в которой византийское искусство достигло, быть может, своих наибольших высот, — каждый отдельный элемент есть часть органичного, неделимого целого, построенного на основе определенных принципов. Как кажется, в классический период средневизантийского искусства — с конца IX до конца XI в. — эти принципы формируют удивительно последовательно составленную структуру, в которой некоторые параметры допустимы и даже необходимы, тогда как других избегают, поскольку не находят нужным с ними считаться. Эта система не была чисто формальной — для её создания богослов был нужен не меньше, чем художник».
«Ансамбль византийской монументальной живописи существенно проиграет, если рассматривать его как сумму отдельных композиций. Эти композиции не задумывались как независимые произведения. Их создателей в первую очередь заботили взаимоотношения образов друг с другом, с архитектурным обрамлением и со зрителем».

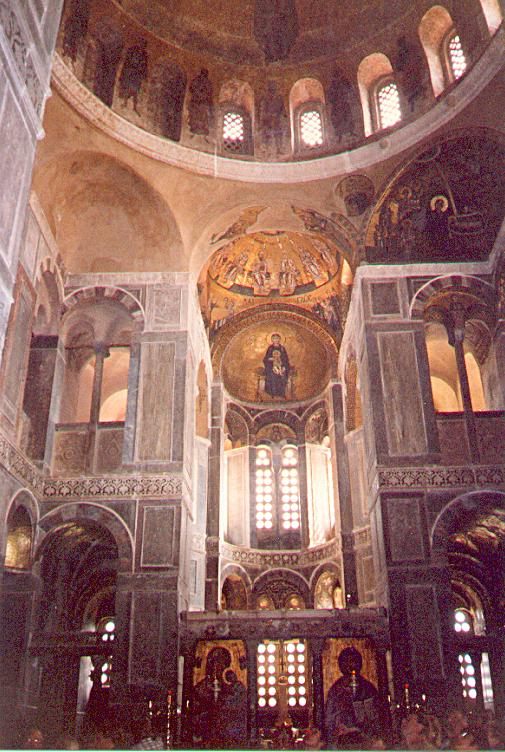
Осиос Лукас. Интерьер собора. XI век.

Стройная система расположения сюжетов наглядно выражала основные истины христианского вероучения, прежде всего христологический догмат, то есть учение о Христе Спасителе. Однако роспись играла не только учительную функцию. Пришедший в храм человек не просто разглядывал те или иные изображения, но сам становился соучастником тех или иных событий священной истории. Византийские художники добивались такого впечатления, что изображенные на стенах и сводах храма святые присутствовали не в иллюзорном живописном пространстве (такого пространства в византийской живописи не было) как бы за гранью поверхности стены, но воспринимались как находящиеся в реальном трехмерном пространстве интерьера вместе с молящимся. В соответствии с учением об иконопочитании VII Вселенского собора образы Христа и святых являют их живое настоящее присутствие, так что «честь, воздаваемая образу, переходит к первообразному, и покланяющийся иконе поклоняется существу изображенного на ней».
Все изображения в храме располагались в четком соответствии с их иерархией. Важнейшие, наиболее сакрально значимые зоны храма располагались вверху — купол и свод алтаря (конха апсиды), они символизировали духовное небо. Далее шли своды храма и верхние части стен, которые обычно отводились под изображение событий евангельской истории. Наконец нижние зоны интерьера представляли собой земной мир, где среди святых пребывал и пришедший в храм человек.

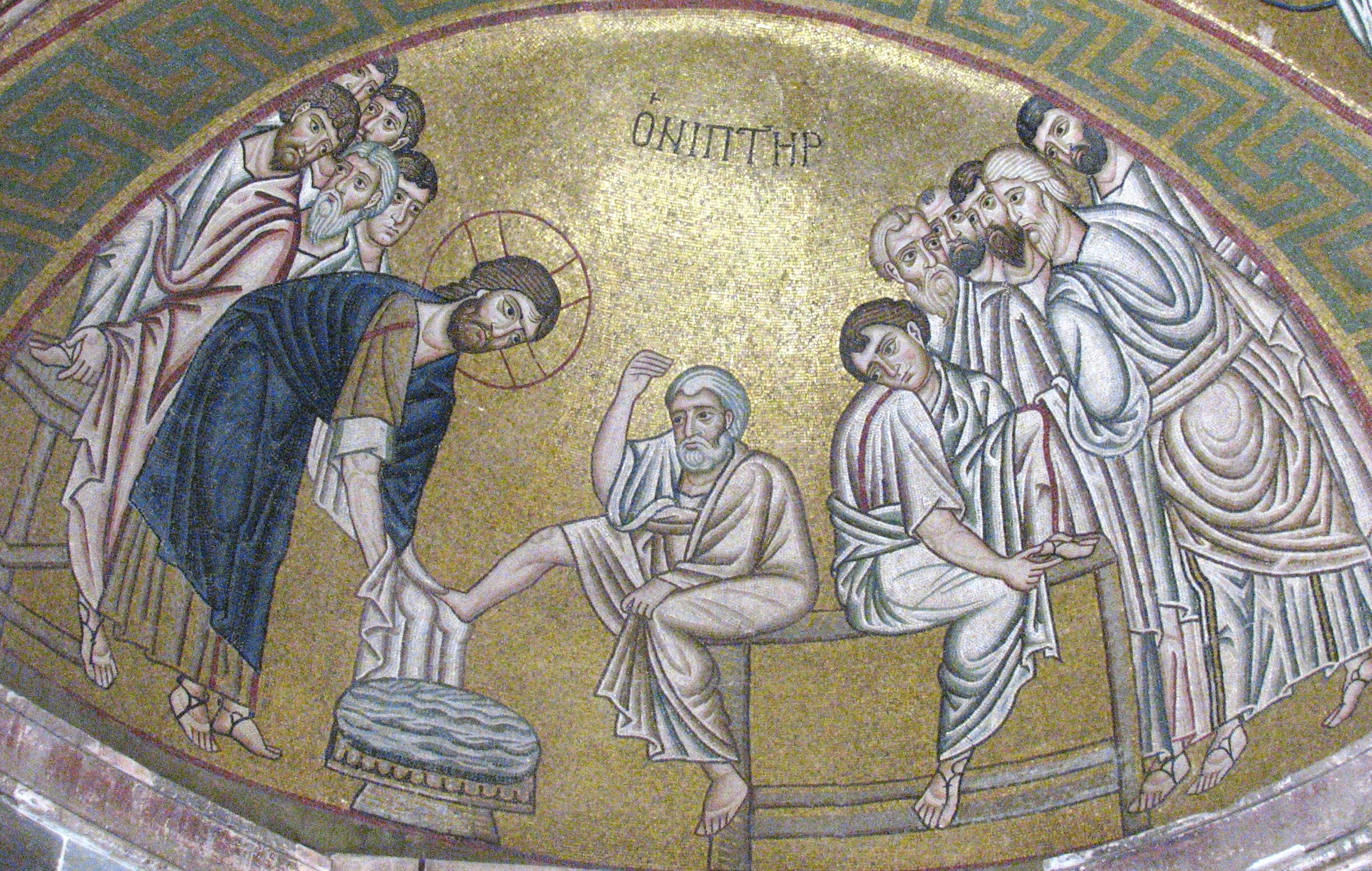
Осиос Лукас. Омовение ног. Ниша нартекса.

В столичных византийских храмах изображения располагались, как правило, только в верхних зонах храма, тогда как поверхности стен облицовывались мрамором. Исключения составляли отдельные ниши, выделенные на плоскости стен. Наиболее часто использовавшаяся мозаика лучше всего подходила к криволинейным поверхностям купола, сводов, тромпов, парусов и ниш. Только лишь в ансамблях, создававшихся на периферии Византии (в Италии, Каппадокии, на Руси и т. д.), росписи покрывали стены сплошным ковром.
Византийские мозаики имели ряд важнейших художественных черт. Сплошной золотой фон лишал изображения иллюзорной глубины, благодаря чему фигуры воспринимались находящимися в реальном пространстве интерьера. Фронтальность фигур была важнейшим условием контакта между зрителем и изображенными. В византийском искусстве IX—XI вв. профильное изображение лица воспринималось как неполноценное и использовалось только для изображения негативных персонажей. Поворот же спиной к зрителю делал фигуру вообще «отсутствующей» для византийского восприятия. В то же время строгая фронтальность разрушала взаимодействие персонажей между собой. Для этого часто использовался трёхчетвертной ракурс фигур (одновременно и к зрителю, и к другим изображенным). Более того, размещая фигуры на вогнутых поверхностях, византийцы добивались взаимодействия их в реальном пространстве, располагая фронтальные фигуры друг напротив друга.
Позднее эти принципы уходят из византийского искусства. Изменяется также и лаконичный иконографический набор сюжетов. С XII века в византийских храмах (включая и другие страны восточного православного мира) вновь усиливается повествовательное начало, росписи становятся многословны. Они насыщаются множеством новых сюжетов и сюжетных циклов. Но ключевые составляющие программы остаются при этом почти неизменны. К ним прежде всего относится верхняя зона храма и алтарь.
Особо значимые изменения происходят в палеологовский период. Дорогостоящая техника мозаики вытесняется фреской. Изменяется трактовка пространства и построение композиции многофигурных сцен. В изображении возникает некоторая пространственная глубина, впрочем, всё равно лишенная прямой перспективы. Менее строгим становится и набор ракурсов, фигуры становятся более свободны и подвижны.
Основное иконографическое содержание византийской системы росписи продолжало служить образцом и для позднейшего искусства православных стран, в частности в росписях древнерусских храмов, несмотря на все новшества последующих веков. Выработанные в Византии принципы и иконография до сих пор наилучшим образом подходят для росписи православных храмов.

## Система росписи византийского крестово-купольного храма

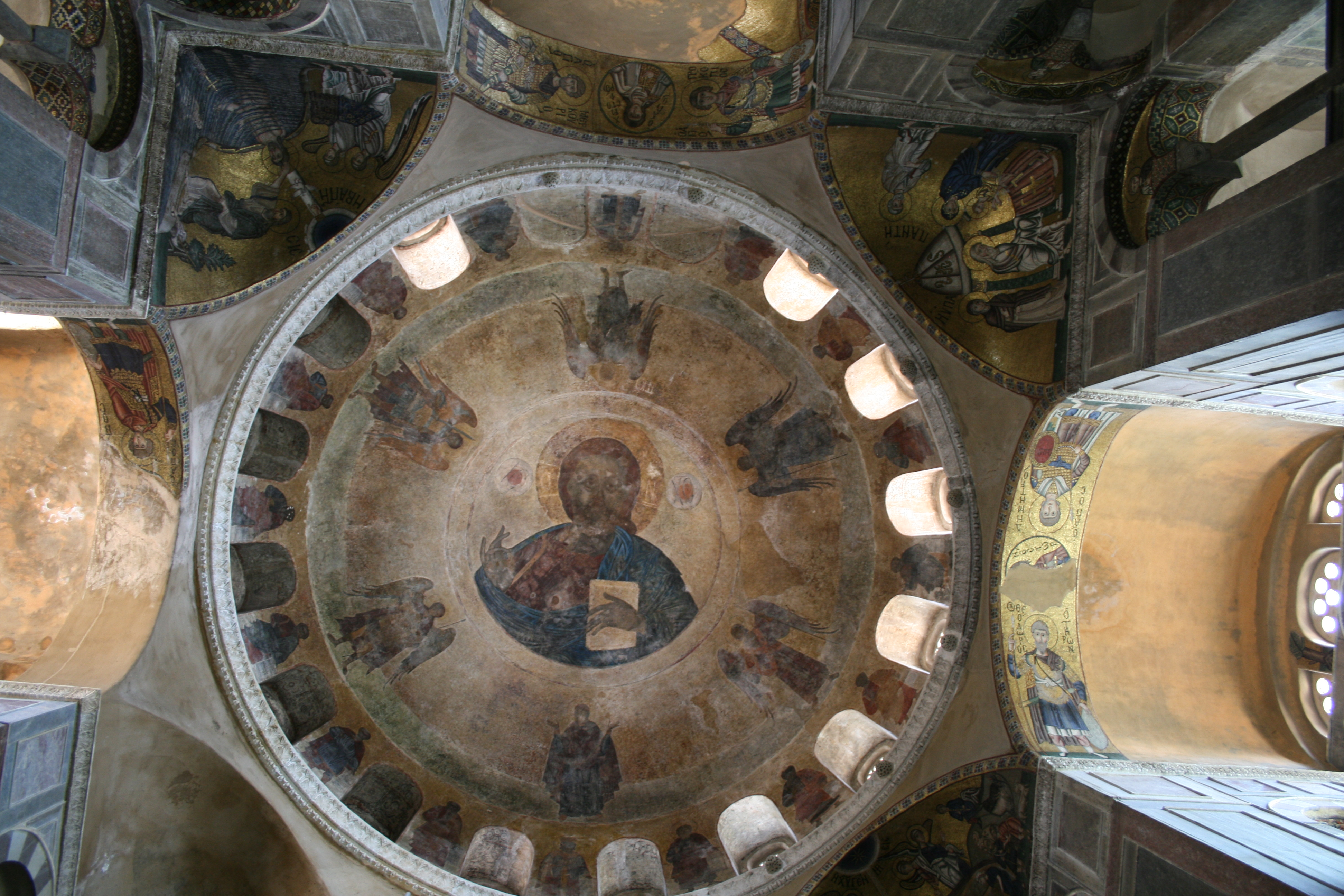
Купол и тромпы собора монастыря Осиос Лукас. Мозаики XI века (купол утрачен и восстановлен в технике фрески)

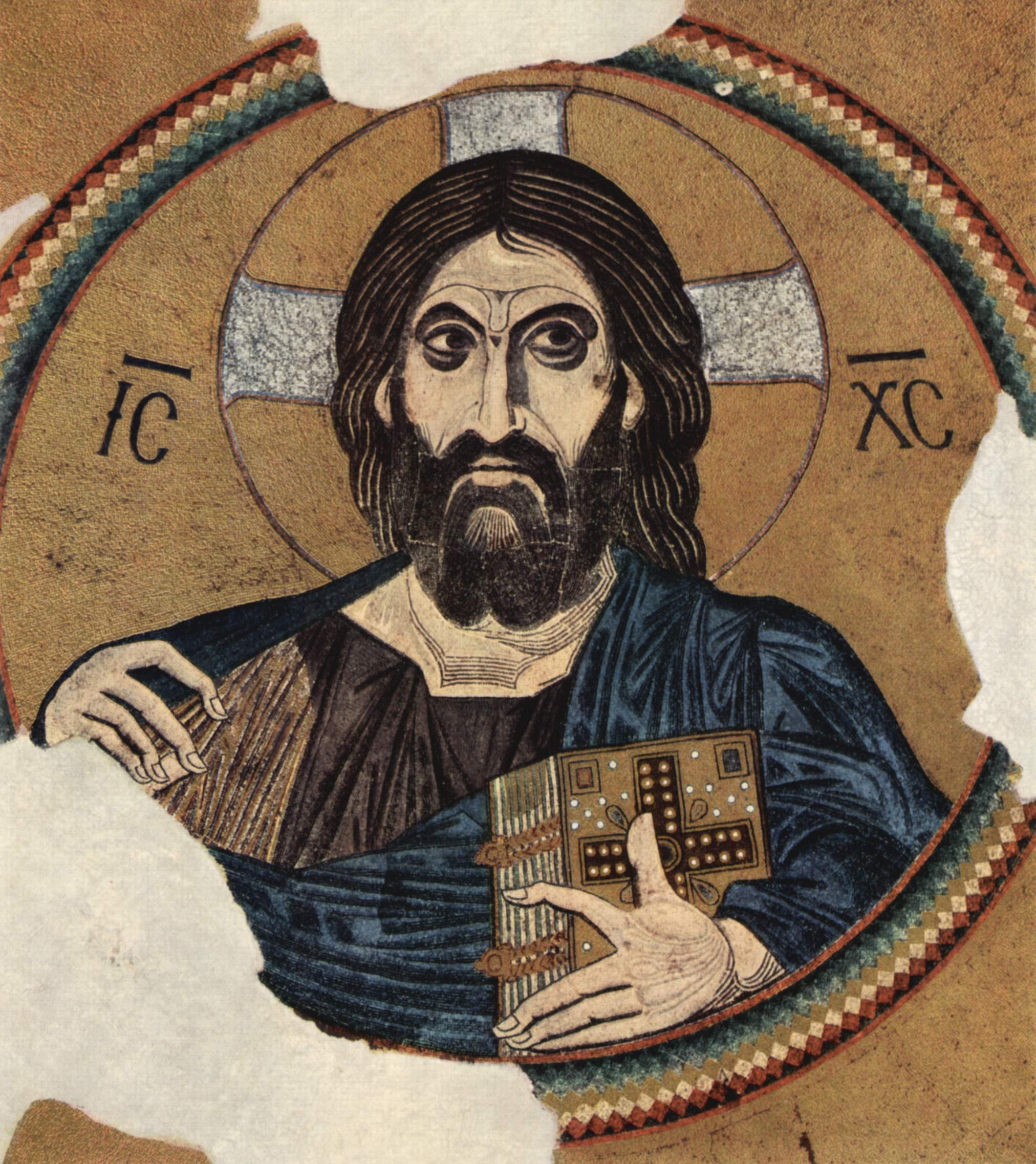
Дафни. Христос Пантократор. Медальон в куполе

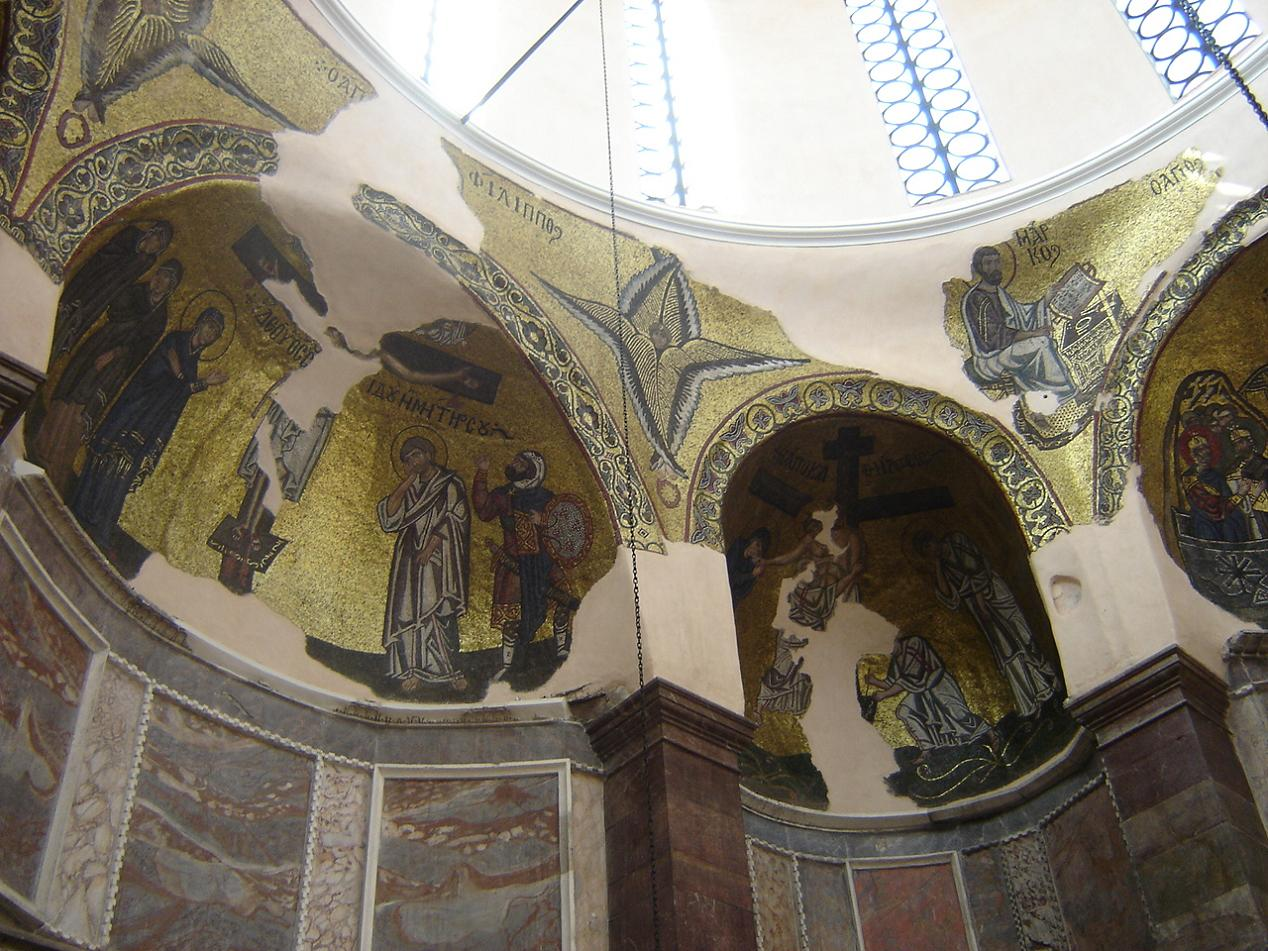
Наос храма Неа Мони. Евангельские сцены в тромпах и нишах. Евангелисты на парусах в основании купола

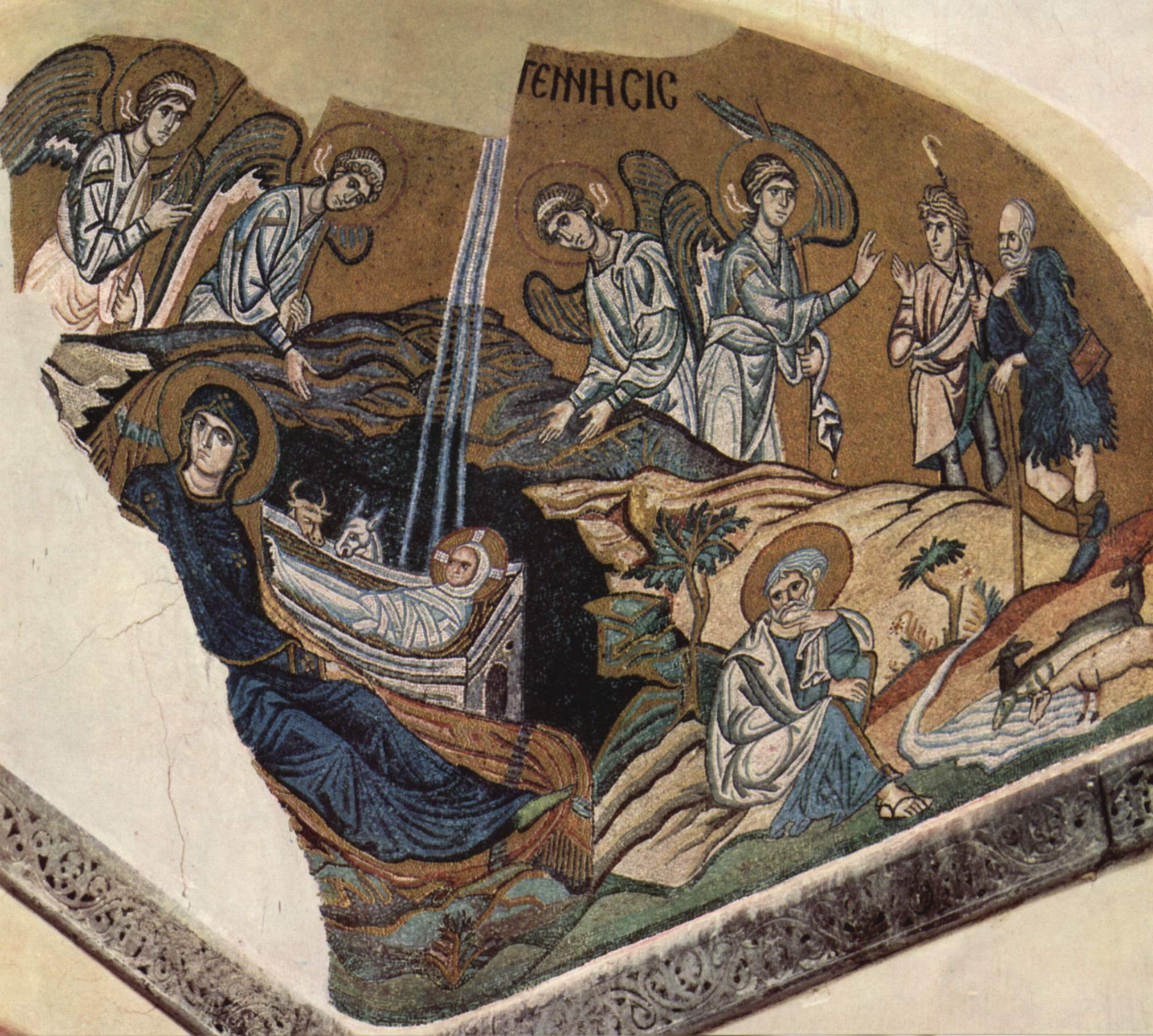
Дафни. Тромп с мозаикой «Рождество Христово»

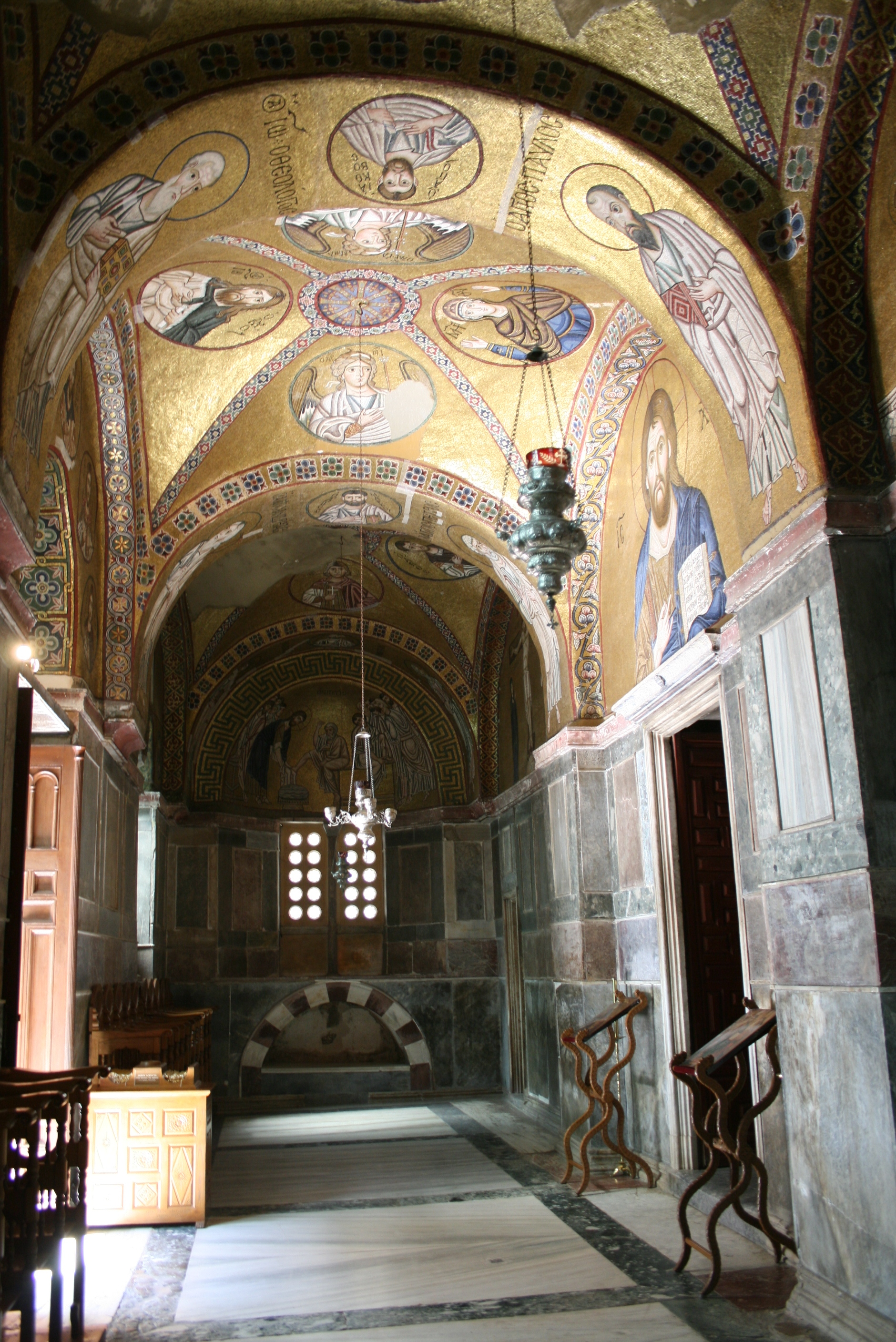
Притвор собора Осиос Лукас

В середине IX века с момента окончания византийского иконоборчества наступает расцвет церковного искусства Византии. К этому времени окончательно сложилась стройная богословская и художественная система монументальной декорации христианского храма. Одновременно с этим в архитектуре господствует крестово-купольный тип храма, а именно — храм типа вписанного креста, идеально отражающий идею христианского храма и соответствующий восточному обряду богослужения. Строго продуманная система росписи согласуется с архитектурой здания и составляет с ней единое целое.
Константинопольский патриарх Фотий в одной из своих проповедей описал роспись построенного при нём нового храма в императорском дворце. Согласно этому описанию, в куполе был изображён Христос Вседержитель в медальоне в окружении архангелов. В конхе алтаря — Богоматерь Оранта. Кроме того, в храме были многочисленные изображения святых: праотцев, пророков, апостолов и мучеников. Про сцены, изображающие евангельские события (двунадесятые праздники), здесь не упомянуто, хотя и они могли уже включаться в роспись храма.
Так как памятники Константинополя средневизантийского времени утрачены, наибольший интерес представляют три мозаичных ансамбля XI века, созданных в провинции при участии столичных мастеров: собор монастыря Осиос Лукас в Фокиде 1030—1040 годов, Неа Мони на острове Хиос около 1045 года и монастырь Дафни около 1100 года. Интерьеры этих храмов представляют собой квадратное пространство (наос), перекрытое куполом на тромпах. В Осиос Лукас и Дафни наос окружён галереями с хорами. С востока к наосу примыкает алтарь, состоящий из вимы и апсид. С запада храм заканчивается одним или двумя притворами.
Иконографическая программа этих ансамблей в целом схожа:
- в куполе располагается Христос Вседержитель, поясной в медальоне. В Осиос Лукас Христа окружают архангелы и Богоматерь (позднее повторение утраченных мозаик);
- в барабане купола между окон — пророки;
- в конхе алтаря в Осиос Лукас сохранилась фигура тронной Богоматери с Младенцем на коленях (аналогичная фигура IX века сохранилась в алтаре Софии Константинопольской);
- в Осиос Лукас на боковых крестовых сводах располагались медальоны с ангелами. В отдельных нишах алтаря и храма — святители. В западной части храма на сводах под хорами ростовые и поясные в медальонах фигуры преподобных. Особый набор святых вместе с местночтимым преподобным Лукой изображён на стенах притвора.

Многофигурные сцены праздников (важнейших событий евангельской истории) располагаются как в наосе, так и в притворе. Их число со временем возрастает.
В наосе праздники занимают тромпы в основании купола, ниши между ними и верхние части стен. Сцены располагаются по кругу по часовой стрелке. В притворе праздники и входящие в их цикл некоторые другие сцены из Евангелия располагаются на стенах и в торцевых нишах.
Здесь могли быть изображены: Благовещение, Рождество Христово, Сретение Господне, Крещение Господне, Преображение Господне, Воскрешение Лазаря, Вход в Иерусалим, Распятие Христово, Воскресение Христово, Вознесение Господне и Пятидесятница (Сошествие Святого Духа на апостолов), а также некоторые вторичные сцены, более подробно показывающие Страсти Христовы и события по его воскресении — омовение ног на Тайной вечери, снятие с креста, уверение Фомы. При этом некоторые композиции, например, снятие со креста, занимают место наравне с двунадесятыми праздниками.

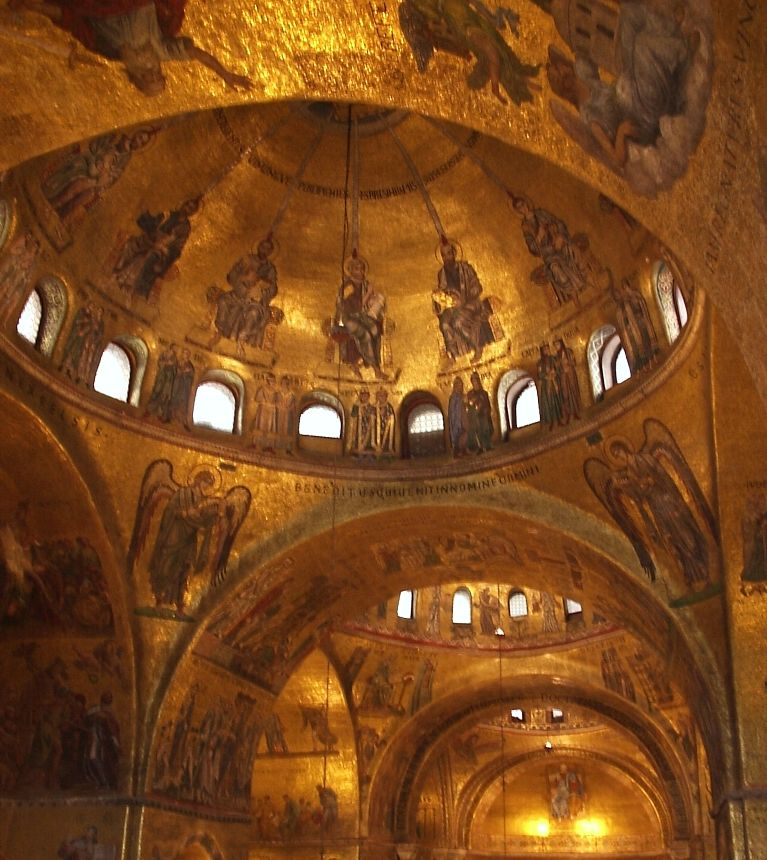
Купола собора святого Марка в Венеции. Мозаика «Пятидесятница», или «Сошествие Святого Духа»

Важной особенностью является отсутствие Вознесения Христова. Его место занимает купольное изображение вознесшегося Христа Пантократора. Для византийцев того времени эти два сюжета были фактически идентичны. Повествовательная композиция Вознесения превратилась в иератический символ. Одновременное использование образа Пантократора в куполе и Вознесения в цикле праздников появилось только в более поздних росписях.
Сошествие святого Духа на апостолов в Осиос Лукас изображено в малом куполе над престолом в алтаре. Здесь, как и в соборе Святого Марка в Венеции, купол с Пятидесятницей прекрасно согласуется с купольным Вознесением. Одно событие неразрывно связано с другим. В центре композиции изображена Этимасия — Престол уготованный — символ Святой Троицы, от которого нисходят на апостолов лучи с огненными языками. Снизу (в парусах купола или в барабане) располагаются фигуры народов, упоминающихся в рассказе о этом событии в книге Деяний (Деян. 2:1—11).
Фактически эти композиции не являются повествовательным циклом, но отражают важнейшие догматы христианства. Рассказ о том или ином событии в них сменяется выражением его идеи, значения в деле спасения человечества Христом.

### София Киевская

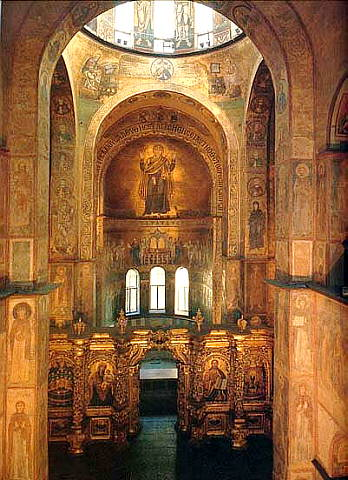
Софийский собор в Киеве. Мозаики парусов и алтаря. Евангелисты. Богоматерь Оранта

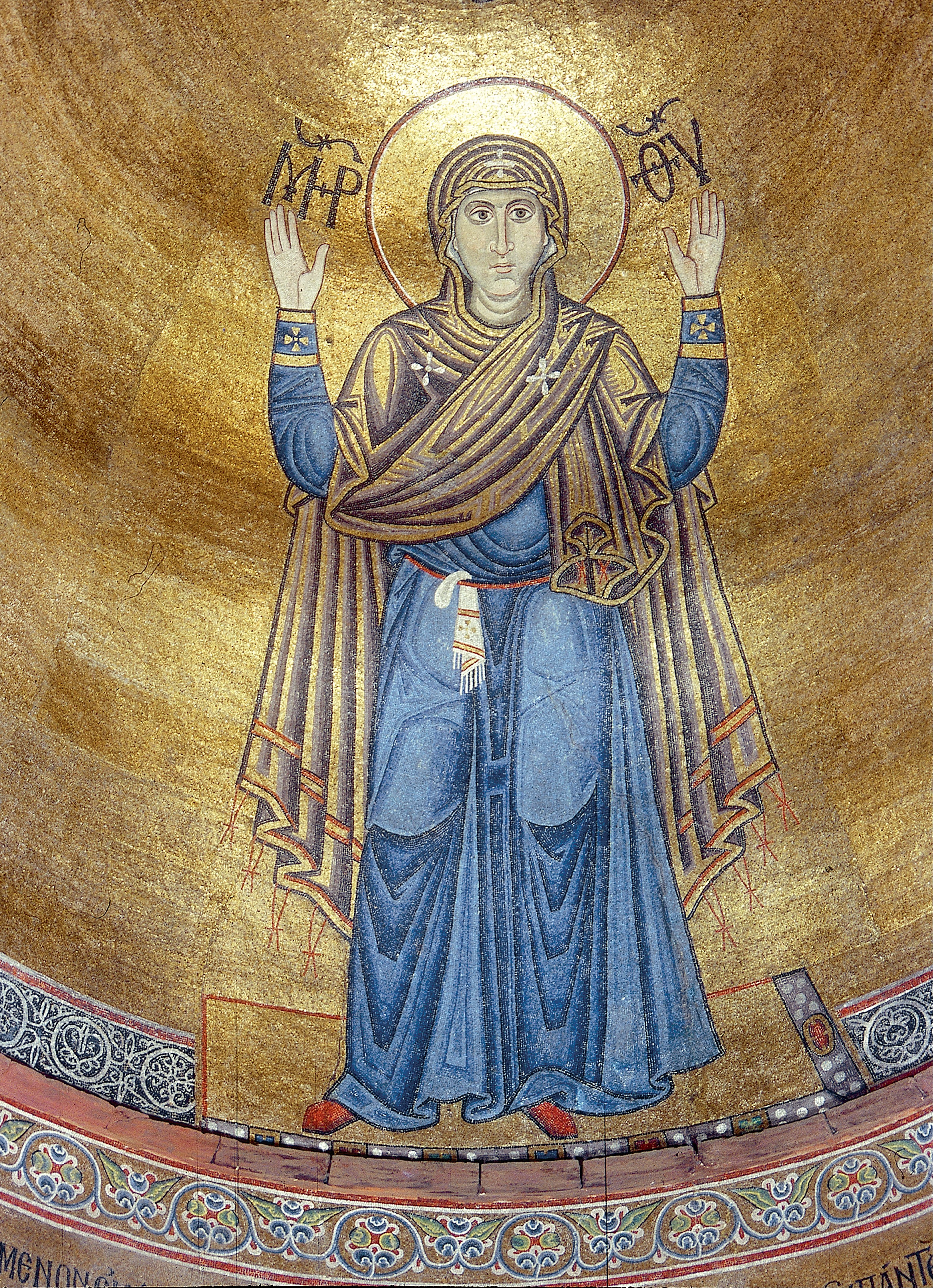
Богоматерь Оранта в центральной апсиде

Важнейшим сохранившимся монументальным ансамблем константинопольской работы является роспись Софийского собора в Киеве. Она отражает развитие византийской мысли своего времени и является образцом для большинства древнерусских храмов, так или иначе повторявших использованные здесь композиции вплоть до XVI века.
Центральный купол:
- в центральном куполе изображен Христос Пантократор в медальоне в окружении четырёх архангелов;
- в простенках между окнами барабана изображены 12 апостолов (уникальный случай);
- в четырёх парусах изображены соответственно четверо евангелистов, сидящих за пюпитрами с Евангелием;
- на подпружных арках медальоны с сорока мучениками Севастийскими (в других храмах, при сохранении самих медальонов, здесь могли располагаться и любые другие святые);
- на арке вимы, отделяющей апсиду, в трёх медальонах представлен Деисус — Христос, Богоматерь и Иоанн Предтеча.

Центральная апсида:
- в конхе — Богоматерь Оранта;
- ниже в виде длинного регистра — Евхаристия. Зеркальная по композиции символическая сцена, изображающая причащение апостолов Христом — символическое изображение Тайной вечери. Слева Христос преподает святой хлеб, а справа — вино;
- в нижнем регистре апсиды изображён святительский чин — святители и диаконы, как бы окружающие стоящий в центре алтаря престол;
- параллельно со святителями на боковых гранях алтарных столбов были изображены ветхозаветные первосвященники. Сохранилась фигура Аарона. Подобное сопоставление будет встречаться и в других храмах.

Евангельский цикл отличается особой подробностью, так как направлен на просвещение новокрещёного народа. Поэтому здесь присутствует и повествовательный элемент:
- на западных, обращённых к молящимся гранях столбов, фланкирующих алтарь, — Благовещение;
- на левом столбе фигура Архангела Гавриила, на правом — Богоматери. Этот композиционный приём, связывающий изображение с реальным пространством, будет сохраняться практически во всех русских храмах до XVI века включительно, пока алтарные столбы не будут скрыты высоким иконостасом;
- важнейшие из двунадесятых праздников располагались на цилиндрических сводах подкупольного креста с четырёх сторон от купола. Здесь эти изображения утрачены, но подобное расположение праздников на сводах ветвей креста будет с некоторыми вариациями использоваться в древнерусских храмах во все века, включая XVII столетие;
- ниже на стенах центрального подкупольного пространства евангельское повествование продолжалось сценами Страстей Христовых и событий по его воскресении. Верхний регистр занимал люнеты стен: здесь сохранились сцены: Христос перед Каиафой, отречение Петра и Распятие Христа. Ниже были изображены: Воскресение (Сошествие во ад), явление Христа женам-мироносицам, послание апостолов на проповедь, уверение Фомы и Сошествие Святого Духа.

Отдельные повествовательные циклы располагаются в боковых апсидах:
- в левой апсиде изображены деяния апостолов Петра и Павла, так как здесь располагался освящённый в их честь придел;
- в правой апсиде был придел Иоакима и Анны, родителей Богородицы. Здесь располагается протоевангельский цикл, содержащий рассказ о рождении и детстве Богоматери. В основу этого цикла, очень распространённого в храмовых росписях, положен текст Протоевангелия Иакова;
- две крайние апсиды являются приделами великомученика Георгия и Архангела Михаила, содержа в себе сцены жития святого и деяний архангела. В конхах этих апсид — поясные фигуры святого Георгия и Архангела Михаила.

Несколько ветхозаветных и новозаветных сцен расположены на хорах:
- Тайная Вечеря и её прообраз — Брак в Кане Галилейской;
- явление Троицы Аврааму и Три отрока в пещи огненной, также прообразующие христианское таинство.

Особенностью росписи собора был почти утраченный ктиторский портрет семьи Ярослава Мудрого, строителя храма, располагавшийся на западной стене подкупольного креста. Включение ктиторских композиций в роспись храма является широко распространённой традицией. Ктитор — государь или знатный заказчик храма, иногда церковный иерарх — предстоит в молитве Христу или Богородице. Обычным является изображение семьи строителя храма. Часто ктитор держит в руках модель построенного им храма.
Важной частью росписи является оформление малых куполов и нижних сводов под хорами.
Здесь изображены медальоны с ангелами, а также херувимы и серафимы.
Кроме того, на многочисленных столбах и стенах храма изображено множество святых различных чинов.
Редчайший образец светской по содержанию росписи представляют собой фрески лестничных башен собора, ведущих на хоры. Сохранившиеся здесь изображения восходят к росписям византийских дворцов, так как хоры служили местом молитвы великого князя и его свиты. Таким образом и не чисто церковная, государственная или придворная жизнь занимает своё место в общей иерархии бытия.